# فرانشيسكو رينزيتي
فرانشيسكو رينزيتي (بالإيطالية: Francesco Renzetti)‏ (22 يناير 1988 بمونت كارلو في موناكو - ) هو لاعب كرة قدم إيطالي في مركز الدفاع. شارك مع منتخب إيطاليا تحت 15 سنة لكرة القدم ومنتخب إيطاليا تحت 17 سنة لكرة القدم ومنتخب إيطاليا تحت 20 سنة لكرة القدم ومنتخب إيطاليا تحت 21 سنة لكرة القدم. أما مع النوادي، فقد لعب مع نادي بادوفا ونادي تشيزينا ونادي جنوى ونادي لوكيزي وUC AlbinoLeffe ‏.

## روابط خارجية
- فرانشيسكو رينزيتي على موقع قاعدة بيانات كرة القدم.إي يو (الإنجليزية)
- فرانشيسكو رينزيتي على موقع Soccerway.com (الإنجليزية)
- فرانشيسكو رينزيتي على موقع AS.com (الإسبانية)